# Jenison

Lage von Jenison im Ottawa County (links) und Lage des Ottawa Countys in Michigan (rechts)

Jenison ist ein Census-designated place im Ottawa County im US-Bundesstaat Michigan. Bei der Volkszählung 2020 belief sich die Bevölkerung auf 16.640. Das Gebiet befindet sich innerhalb des Georgetown Charter Township.

## Geographie
Jenison hat eine Fläche von 15,3 km², wovon 15,2 km² aus Land bestehen, die restlichen 0,1 km² entfallen auf Wasserflächen.

## Bevölkerung
Bei der Volkszählung im Jahr 2000 hatte Jenison 17.211 Einwohner, 5.975 Haushalte und 4.863 Familien, die hier lebten. Die Einwohnerdichte belief sich auf 1.135,9/km². 97,04 % waren weiße Personen, 0,49 % Afro-Amerikaner, 0,21 % indianischer Abstammung, 0,85 % asiatischen Ursprungs, 0,01 % pazifischen Ursprungs und 0,53 % andere Rassen. 1,77 % waren Latinos. Es gab 5.975 Haushalte. In 39,5 % aller Haushalte lebten Kinder, die das 18. Lebensjahr noch nicht vollendet haben, in 73,5 % lebten verheiratete Paare miteinander, in 5,8 % lebte eine alleinerziehende Mutter und 18,7 % waren keine Familie. 16,9 % aller Haushalte waren Einpersonenhaushalte und in 10,1 % lebte eine Person allein, die älter als 65 war. Durchschnittlich lebten 2,86 Personen in einem Haushalt; eine durchschnittliche Familie bestand aus 3,24 Personen.
Die Altersstruktur sah wie folgt aus: 28,9 % sind jünger als 18, 7,8 % waren 18–24, 26,8 % 25–44, 24 % 45–64 und 12,5 % war älter als 65. Das Durchschnittsalter betrug 36 Jahre. Auf 100 Frauen kamen 93,5 Männer. Auf 100 Frauen älter als 18 kamen 90,5 Männer.
Durchschnittlich verdiente ein Haushalt 56.426 $ pro Jahr, eine Familie 61.957 $ pro Jahr. Männer verdienten 46.738 $ pro Jahr im Vergleich zu den Frauen mit 28.204 $ pro Jahr. Pro Kopf verdiente jeder 21.021 $. 1,8 % aller Familien und 2,5 % der Bevölkerung lebt unter der Armutsgrenze.

## Persönlichkeiten
- David Brandt, National Football League Spieler[1]
- Mark Dewey, Major League Baseball Spieler[2]
- Kevin DeYoung, Pfarrer und Schriftsteller
- Paul Grasmanis, National Football League Spieler[3]
- Richard Grenell, Diplomat  und US-Botschafter in Deutschland
- Benny McCoy, Major League Baseball Spieler[4]
- Andy Ponstein, Auto Racing Club of America Fahrer